# Dick Cunningham
Dick Cunningham, né le 11 juillet 1946 à Canton, est un joueur américain de basket-ball.